# چونگ نام-سیک
چونگ نام-سیک (انگلیسی: Chung Nam-sik; ۱۶ فوریهٔ ۱۹۱۷ – ۵ آوریل ۲۰۰۵) بازیکن فوتبال اهل کره جنوبی بود.
از باشگاه‌هایی که در آن بازی کرده‌است می‌توان به دانشگاه کره اشاره کرد.
وی همچنین در تیم ملی فوتبال کره جنوبی بازی کرده‌است.
وی در مسابقات کشوری و بین‌المللی در مجموع برندهٔ ۱ مدال نقره شده‌است.